# هيو ماكدونالد (سياسي كندي)
هيو ماكدونالد هو سياسي كندي، ولد في 5 أغسطس 1955 في كندا. حزبياً، نشط في الحزب الليبيرالي الألبرتي. وقد انتخب عضو الجمعية التشريعية ألبرتا.